# Фотеско, Пётр Игнатьевич
Пётр Игнатьевич Фотеско  (7 июня 1913 года — 16 октября 1999 года) —  машинист тепловоза локомотивного депо Кишинёв Одесско-Кишинёвской железной дороги, Молдавская ССР. Герой Социалистического Труда (04.08.1966). Награждён знаком «Почётному железнодорожнику» (1967)

## Биография
Родился 7 июня 1913 года в уездном городе Балта Подольской губернии, ныне — город областного значения Одесской области Украины. Из рабочей семьи. Молдаванин. С 1918 по 1940 год проживал в Бессарабской губернии в составе Румынии.
Трудовую деятельность начал в 1928 году батраком по найму. В 1932 году начал работать на железнодорожном транспорте слесарем Кишинёвского паровозного депо. После возвращения Бессарабии в СССР в качестве Молдавской ССР в 1940 году перешёл на работу помощником машиниста паровоза.
В начале Великой Отечественной войны выполнял задание руководства страны по эвакуации подвижного состава в Ростовскую область. В годы войны работал на строительстве железнодорожной линии Батайск — Аксай, затем слесарем в депо Казанджик Ашхабадской железной дороги в Красноводской области Туркменской ССР (ныне — Балканский велаят Туркменистана).
После освобождения Молдавской ССР (ныне — Молдавии) от румынских и немецких захватчиков в 1944 году вернулся в Кишинёв на прежнюю работу — помощником машиниста паровоза. А. П. Фотеско непрерывно повышал свою квалификацию и в 1948 году стал машинистом паровоза. В 1961 году стал работать машинистом тепловоза. Ударник коммунистического труда, он из года в год выполнял и перевыполнял производственные задания, охотно делился своим опытом с товарищами по работе, принимал активное участие в общественной жизни коллектива.
Особенно высоких показателей он добился в период семилетнего плана (1959—1965), став одним из лучших тепловозных машинистов республики.
Указом Президиума Верховного Совета СССР от 4 августа 1966 года за выдающиеся успехи, достигнутые в выполнении заданий семилетнего плана перевозок, развитии и технической реконструкции железных дорог, Фотеско Петру Игнатьевичу присвоено звание Героя Социалистического Труда с вручением ордена Ленина и золотой медали «Серп и Молот».
В 1968 году стал пенсионером, но ещё на протяжении многих лет продолжал трудиться слесарем Кишинёвского локомотивного депо. Имя Героя было занесено в Золотую книгу почёта Молдавской ССР, в Книгу почёта Кишинёвского локомотивного депо.
Депутат Верховного Совета Молдавской ССР 6—7-го созывов (1963—1971). Член КПСС, делегат IX (1960) и XV (1981) съездов Компартии Молдавии. Избирался членом президиума райпрофсожа Молдавского отделения Одесско-Кишинёвской железной дороги, членом партбюро парторганизации Кишинёвского локомотивного депо, народным заседателем народного суда Ленинского района города Кишинёва.
Жил в столице Молдавии Кишинёве. 16 октября 1999 года. Похоронен на Армянском кладбище Кишинёва.

## Награды
- Золотая медаль «Серп и Молот»(04.08.1966)
- Орден Ленина (04.08.1966)
- Медаль «В ознаменование 100-летия со дня рождения Владимира Ильича Ленина» (6 апреля 1970)
- Медаль «За доблестный труд в Великой Отечественной войне 1941—1945 гг.»
- Медаль «За трудовую доблесть» (26.04.1963)
- Медаль «Ветеран труда»
- медалями ВДНХ СССР:
- Почётной грамотой Президиума Верховного Совета Молдавской ССР (1962.

## Память
- На могиле установлен надгробный памятник
- Имя Героя было занесено в Золотую книгу почёта Молдавской ССР, в Книгу почёта Кишинёвского локомотивного депо